# Hasan ibn Ali
Al-Hasan ibn Alī ibn Abī Tālib (arabsko الحسن بن علي بن أبي طالب) je bil starejši sin Alīja ibn Aba i Taliba in Fatime bint Mohamed, * 1. marec 625, Medina, † 670, Medina. Njegov mlajši brat je bil Husayn ibn Ali.
Šiiti ga častijo kot drugega imama šiitskega islama. Kot vnuk preroka Mohameda velja tudi za člana Ahl al-Baita.

## Življenje
Hasan je bil rojen v Medini na 15. dan ramazana, tri leta po hidžri preroka Mohameda. Njegova mati ga je sedmi dan po rojstvu pripeljala k preroku Mohamedu, ki mu je dal ime Hasan in zanj žrtvoval ovna. Po izročilu naj bi bil Hasan po videzu najbolj podoben preroku Mohamedu. Hasan je bil med tistimi, ki so sodelovali pri mubahali, neuspelem poskusu rešitve teološkega spora med muslimani in kristjani leta 632. 
Ko je kalifa Alija januarja 661 ubil haridžit Ibn Muldšam, so Alijevi privrženci za kalifa izvolili Hasana. Hasan je ukazal ubiti očetovega morilca.
Ko so se malo kasneje Kufi približale Muavijeve čete iz Sirije, je Hasan v govoru jasno zavrnil mirovni sporazum z njim. V njegovem taborišču so nato izbruhnili nemiri. Nekateri njegovi privrženci so ga celo fizično napadli, drugi so zbežali v Muavijev tabor. Po pogajanjih v mestu Maskin blizu Kufe je Hasan konec julija 661 odstopil in prisegel zvestobo Muaviju. Nekateri njegovi pristaši, zlasti Hudžr ibn Adī, so ostro kritizirali njegov odstop, za katerega mu je Muavija dal  veliko vsoto denarja, nanj prenesel dohodke od dajatev perzijske province in mu priznal pravice do prestola. Hasan in njegov mlajši brat Husein sta zapustila Irak in se naselila v Medini. Tam je živel do smrti. Pokopan je bil na pokopališču Baqīʿ al-Gharqad v Medini. 
Njegovi potomci, Hasanidi, so kot šerifi oblikovali dedno versko aristokracijo znotraj islamske družbe.  

## Polemike
Hasanov mirovni sporazum (sulh) z Muavijo, ki je bil v osupljivem nasprotju s prizadevanji njegovega brata Huseina, ki je padel v bitki pri Karbali leta 680, je v poznejših časih večkrat sprožil razprave. Po sunitskem zgodovinopisju je Hasan pristal na to poravnavo, da bi olajšal spravo med muslimani. V šiitskih besedilih je bilo posebej poudarjeno dejstvo, da je bil Hasanov položaj brezizhoden, saj sta v njegovem taboru zavladali izdaja in neodločnost, nasprotnikove vrste pa so bile strnjene. Okoli sredine 20. stoletja so nekateri šiitski učenjaki začutili željo po uskladitvi argumentov, uporabljenih  za utemeljitev različnih stališč obeh bratov do Omajadov. Prvega od poskusov usklajevanja je v 40. letih podal ʿAbd al-Husain Sharaf ad-Dīn (1873–1958) v svojem eseju Huseinov upor je bil odmev Hasanovega mirovnega sporazuma (Ṯaurat al-Ḥusain ṣadan li-ṣulḥ al-Ḥasan). V njem je izrazil mnenje, da je bil Hasanov sporazum z Muavijo žrtev takšnega obsega, da je ni mogoče obravnavati drugače kot mučeništvo.

## Vira
- Werner Ende: Arabische Nation und islamische Geschichte. Die Umayyaden im Urteil arabischer Autoren des 20. Jahrhunderts. Beirut-Wiesbaden: Franz Steiner 1977. str. 153–166.
- Laura Veccia Vaglieri: Art. (al-)Ḥasan ibnʿAlī ibn Abī Ṭālib v The Encyclopaedia of Islam. New Edition Bd. III, szr. 240b–243b.